# Осока дернистая
Осо́ка дерни́стая (лат. Carex cespitosa) — многолетнее травянистое растение, вид рода Осока (Carex) семейства Осоковые (Cyperaceae).

## Ботаническое описание
Тёмно-, ярко- или желтовато-зелёное растение с корнями менее 2 мм в диаметре, покрытыми короткими густыми серовато-белыми волосками, образующими плотные дерновины или кочки, без побегов.
Стебли тонкие, слабые, поникающие, остроугольные, шероховатые, 25—80 см высотой, окружены при основании широкими, 2—3(8) см длиной, острокилеватыми тёмно-пурпурными, кровяно-красными, вишнёвыми, буроватыми или пурпурно-коричневыми чешуевидными или продолженными в листовые пластинки, большей частью сетчато расщеплёнными листовыми влагалищами.
Пластинки листьев (1,5)2—4 мм шириной, обычно плоские, мягкие или сложенные вдоль, жёсткие; с краем, завёрнутым назад, быстро заострённые, могут быть шероховатыми, короче стебля. Плёнчатая сторона влагалищ срединных листьев с многочисленными точками, штрихами и мелкими щетинками или без них.
Верхний колосок тычиночный, продолговатый, обратнояйцевидный или булавовидный, 1—2(6) см длиной, с ланцетными ржавыми или бурыми чешуями; остальные 3—5 — пестичные, продолговато-яйцевидные или коротко-цилиндрические, многоцветковые, густые или рыхловатые, 0,5—2,5(6) см длиной, 0,4—0,5 см шириной, сближенные, на коротких ножках, особенно нижний. Чешуи пестичных колосков яйцевидные или продолговато-яйцевидные, тупые или острые, ржавые, ржаво-бурые, чёрно-бурые или почти чёрные, по краю белоперепончатые, со светлой серединой, короче мешочков, равные им или даже несколько длиннее их. Мешочки яйцевидные или эллиптические, двояковыпуклые, 2—2,5(3) мм длиной, немного вздутые, по краям гладкие, без жилок, вверху чёрно-бурые или сизоватые, ржаво-зелёные, ржаво-жёлтые, желтовато-зелёные, зеленовато-бурые, зеленовато-пурпуровые, желтовато-серые, ржавые или ржаво-бурые, могут быть вверху или по всей поверхности с беловатым налётом из мельчайших папилл, со светлым, ржавым или зелёным коротким носиком. Нижний кроющий лист щетиновидный, короче или немного длиннее своего колоска или, очень редко, почти равен соцветию.
Число хромосом 2n=78, 80.
Плодоносит в мае—июле.
Вид описан из Европы.
Довольно полиморфный вид, наиболее сильно варьирующий по форме мешочков от почти округлых, широкоэллиптических и широкояйцевидных до эллиптических, яйцевидных и продолговато-яйцевидных, резко или постепенно суженных в короткий носик, а также по форме кроющих чешуй, соотношению длины чешуй и мешочков, длине ножки тычиночного колоска, длине кроющего листа нижнего колоска и некоторым другим признакам. Carex inumbrata и Carex retorta представляют собой формы Carex cespitosa, не имеющие таскономического значения. Дальневосточные образцы, отнесённые Кречетовичем В. И. к Carex rubra, не обнаруживают какого-либо своеобразия по сравнению с европейскими и сибирскими представителями Carex cespitosa.

## Распространение
Северная, Атлантическая и Центральная Европа; Прибалтика; Европейская часть России: все районы, кроме запада Заволжья, Причерноземья, низовий Волги; Беларусь; Украина: все районы, кроме Крыма; Кавказ: Большой Кавказ, Грузия (Сомхити, Джавахетия), окрестности Бакуриани, Боржоми, Армения (бассейны Севана — Шоржа), Азербайджан (гора Кырс); Западная Сибирь: низовья Оби; Восточная Сибирь: низовья Таза, Енисея и Колымы, бассейн Енисея, Ленско-Колымский район (кроме севера), Ангаро-Саянский район, Даурия (запад); Дальний Восток: Южный Анюйский хребет, бассейн реки Большой Анюй, Удский, Зее-Береинский районы, Уссурийский край, Сахалин, Курилы (юг); Средняя Азия: север Арало-Каспийского района, Казахский мелкосопочник — Каркаралинские горы; Западная Азия: Северо-Восточная Турция; Центральная Азия: Монголия; Восточная Азия: Северо-Восточный Китай и остров Хоккайдо.
Растёт на осоковых болотах, болотистых лугах, в заболоченных кустарниках и редколесьях, в черноольховых топях, в заболоченных лиственничных лесах; образует кочкарники, занимающие местами очень большие площади.

## Значение и применение
Плохо поедается всеми видами скота из-за жёсткости. Ранним летом хорошо поедается северным оленем (Rangifer tarandus).

## Систематика
В пределах вида выделяются две разновидности:
- Carex cespitosa var. cespitosa — Осока красная, или Осока загнутая, или Осока затенённая; Европа, Сибирь, Дальний Восток, Средняя, Западная, Восточная и Центральная Азия
- Carex cespitosa var. minuta (Franch.) Kük. — Осока мелкая, Восточная Сибирь, Российский Дальний Восток, Китай, Япония